# Homophymia pollubrum
Homophymia pollubrum är en svampdjursart som beskrevs av Schlacher-Hoenlinger, Pisera och Hooper 2005. Homophymia pollubrum ingår i släktet Homophymia och familjen Neopeltidae.
Artens utbredningsområde är havet kring Nya Kaledonien. Inga underarter finns listade i Catalogue of Life.